# محفل و انجمن‌های ادبی زنان در جهان عرب

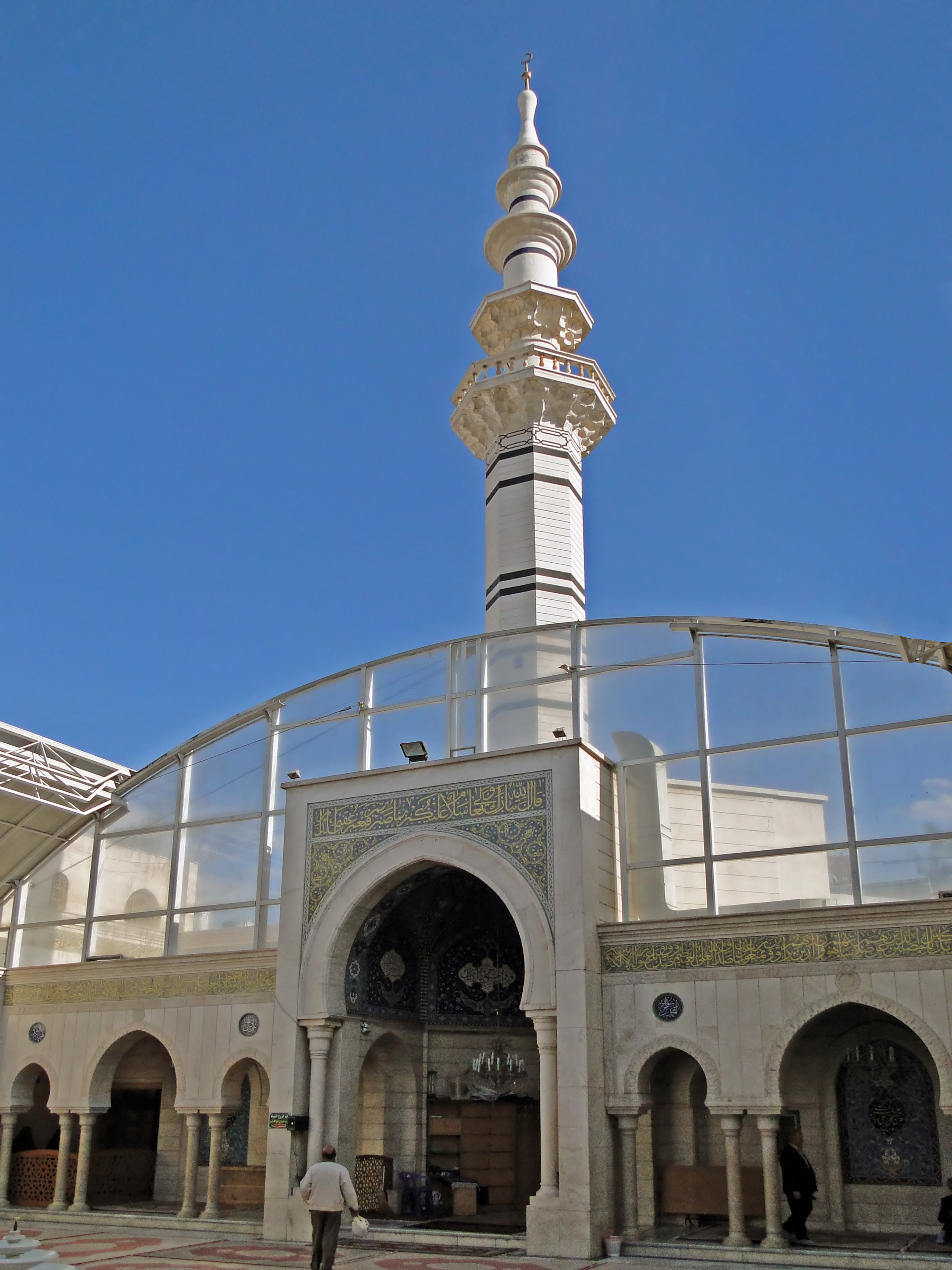
مسجد حضرت رقیه

سنت محافل ادبی زنان در جهان عرب به دوران جاهلیت بازمی‌گردد، زمانی که شخصیت برجسته ادبی الخنساء در بازار عکاظ در مکه می‌ایستاد و شعر خود را می‌خواند و دیدگاه‌های خود را در مورد دانش دیگران بیان می‌کرد. . از این رو، فرهنگ نقد ادبی در میان زنان عرب پدید آمد و در زمان امویان، سکینه بنت الحسین اولین سالن ادبی را در خانه خود تأسیس کرد. این سنت در اواخر قرن نوزدهم در نتیجه تغییرات اجتماعی، سیاسی و اقتصادی گسترده در امپراتوری عثمانی و افزایش نفوذ سیاسی و فرهنگی اروپا در منطقه احیا شد. پیشگامان اولیه سالن عرب، زنانی از خانواده‌های ثروتمند در سوریه و مصر بودند که تحت تأثیر تعامل با زنان اروپایی در طول مدتی که برای تحصیل در خارج از کشور سپری می‌کردند و در سالن‌های پاریس رفت و آمد می‌کردند یا در مدارسی که توسط مبلغان اروپایی یا آمریکایی اداره می‌شدند، بازگشتند. شب‌های محفلی که توسط زنان اداره می‌شد، اما زنان و مردان در آن شرکت می‌کردند، فرصتی بی‌نظیر برای گفتگو دربارهٔ گرایش‌های اجتماعی، سیاسی و ادبی روز فراهم کرد. اگرچه این سنت تا حدودی پس از جنگ جهانی دوم از بین رفت، اما میراث ماندگاری در فرهنگ ادبی و مسائل زنان در سراسر جهان عرب به جا گذاشت.

## پیشینه جوامع ادبی قرن نوزدهم

### زنان و آموزش
در سطح اجتماعی، ورود مبلغان مسیحی با حمایت دولت‌های اروپایی و آمریکایی منجر به ایجاد یک سیستم آموزشی رسمی برای دختران شد، دخترانی که تا این دوره تحصیلات کمی یا اصلاً آموزش دیده بودند. در ابتدا، این به شکل مؤسسات خصوصی بود که خانواده‌های ثروتمند و عمدتاً مسیحی را جذب می‌کردند. با این حال، از آنجایی که این مدارس از نظر اجتماعی مقرون به صرفه تر شدند، این ایده به طبقات متوسط سرایت کرد و سرانجام به فقرا رسید؛ بنابراین، یک هنجار جدید به‌طور فزاینده ای رایج می‌شد. این ایده که دختران باید آموزش ببینند تا زمینه ازدواج بهتری برای آنها فراهم شود، و مهمتر از آن، ابزارهای کافی برای آموزش فرزندانشان برای آنها فراهم شود. در این برهه از زمان، دامنه موضوعات ارائه شده به زنان محدود بود. با این حال، زنان از این فرصت‌ها برای یادگیری استفاده کردند و انگیزه و اراده قابل تحسینی از خود نشان دادند. نمونه بارز کمک مبلغان غربی در افزایش فرصت‌های آموزشی برای زنان، کار دانیل و ابی ماریا بلیس، زوج آمریکایی بود که در سال ۱۸۶۶ به بیروت نقل مکان کردند و متعاقباً دانشکده پروتستان سوریه (که بعداً به دانشگاه آمریکایی تبدیل شد) راه اندازی کردند. بیروت. با روی کار آمدن عثمانی در منطقه و اهتمام آنان به عدم نفوذ مذهبی و فرهنگی در کشور اسلامی، نسبت به مدارس مسیحی سیاست‌های جدیدی اتخاذ شد و اصلاحاتی در این مورد انجام شد. به گفته مورخ عرب، یوجین روگان، اصلاحات ارائه شده توسط سلطنت تأثیر چندانی بر رعایا نداشت. با این حال، در دهه‌های ۱۸۵۰ و ۱۸۶۰، ثمرات اصلاحات در زندگی روزمره قابل مشاهده بود. سومین (و مسلماً مهم‌ترین) جریانی که به وجود و بهبود آموزش زنان در قرن نوزدهم و اوایل قرن بیستم انجامید، استعمار اروپا و میراث آن بود.

### زنان و حوزه عمومی
در آغاز قرن نوزدهم، حرمسرا همچنان در بسیاری از جوامع عرب به عنوان یک فرهنگ وجود داشت. زنان طبقات متوسط و بالا محدود به حوزه خانگی بودند، و اکثریت قریب به اتفاق در زندگی عمومی نادیده و ناشنیده باقی ماندند. ضرورت به اعضای زن طبقات فرودست و روستایی «آزادی» بیشتری می‌داد، زیرا به آنها نیاز بود تا برای حمایت از خانواده خود، زمین کار کنند. مسائل مربوط به زنان در اواخر قرن نوزدهم و اوایل قرن بیستم با تلاش افرادی مانند قاسم امین (۱۸۶۳–۱۹۰۸) رو به تعالی گذاشت و با مسائلی چون بی عدالتی خواندن گوشه‌گیری زنان حمایت‌هایی از زنان صورت گرفت.

## محفل و انجمن‌های ادبی

### محفل مراش (حلب)
محفل مریانا مراش، اولین محفل در جنبش احیای قرن نوزدهم بود که در خانه مشترک او با همسرش در حلب اجرا می‌شد. گردهمایی معمولی یک قلمرو خصوصی را ارائه می‌کرد که در آن مهمانان زن و مرد می‌توانستند با هم ترکیب شوند، با هم ارتباط برقرار کنند، و دربارهٔ موضوعات مد روز بحث کنند. مراش اغلب با آواز خواندن و نواختن پیانو از مهمانانش پذیرایی می‌کرد.

### محفل نازلی فاضل (قاهره)
نازلی فاضل یکی از اولین زنانی بود که سنت محفل ادبی را احیا کرد و سهم بی‌اندازه‌ای در راه آزادی زنان در جهان عرب داشت. او در اواخر قرن نوزدهم شروع به دعوت مهمانان به محفل خود در قاهره کرد. محفل او مانند محفل ماریانا مراش، با نواختن پیانو همراه بود. مردانی که به سالن او رفت و آمد می‌کردند در جامعه مصر و عرب برجسته بودند. از جمله دولتمردان، دیپلمات‌ها، روزنامه نگاران و شخصیت‌های ادبی.

### طلوع سوریه (بیروت)
در سال ۱۸۸۰، نویسنده لبنانی مریم نمر مکاریوس، انجمن ادبی طلوع سوریه را در بیروت تأسیس کرد.

### انجمن بیداری زنان عرب (بیروت)
این انجمن ادبی توسط زنان مسلمان در بیروت در سال ۱۹۱۴ تأسیس شد.

### محفل کیتی آنتونیوس (اورشلیم)
کیتی آنتونیوس محفلی را در خانه مشترکش با همسر ناسیونالش داشت در محله شیخ جراح قدس برگزار می‌کرد. این محفل به خبرنگاران محلی، مقامات، افسران، سیاستمداران و دیپلمات‌های اروپایی فرصتی برای شبکه سازی و بحث در مورد موضوعات ادبی، اجتماعی و سیاسی می‌داد.

### محفل می زیاده (قاهره)
اندکی قبل از شروع جنگ جهانی اول، می زیاده میزبان مردان و زنان سرشناس از محافل فکری، ادبی و سیاسی در سراسر جهان عرب شد. جلسات این محفل در خانه خانوادگی او برگزار می‌شد.

### محفل هدا شعراوی (قاهره / بیروت)
محفل هدا شعراوی، فقط به صورت پراکنده برگزار می‌شد، اما بسیاری از شخصیت‌های سیاسی و روشنفکران مشهور در آن حضور داشتند. از جمله مهمانان این محفل احمد شوقی، جبرئیل تقلا و محمد حسین هیکل بودند. او عاشق موسیقی بود و اغلب تا شب در محفلش پیانو می‌نواخت. شعراوی هر سال یک جایزه ادبی می‌داد و همچنین نویسندگان جوان را به محفل خود با فرستادن آنها برای تحصیل به اروپا با هزینه شخصی تشویق می‌کرد.

### باشگاه ادبی زنان (دمشق)
باشگاه ادبی زنان دمشق توسط مری عجمی در حدود سال ۱۹۲۰ تأسیس شد و هدف آن تقویت پیوند بین زنان بود.

### محفل سکینه (دمشق)
ثریا الحافظ، معلم مدرسه و فمینیست محبوب سوری در یک شب از شبهای سال ۱۹۵۳ محفلی در خانه خود در دمشق راه اندازی کرد. این محفل به افتخار سکینه بنت الحسین، اولین زن عرب که میزبان یک محفل بود، نامگذاری شد.